# Теобальд, Роберт Альфред
Роберт Альфред Теобальд (англ. Robert Alfred Theobald; 25 января 1884 — 13 мая 1957) — контр-адмирал ВМФ США.

## Биография
Роберт Теобальд родился в Сан-Франциско, в 1902—1903 годах учился в Калифорнийском университете, а затем поступил в Военно-морскую академию, которую окончил в 1906 году.
Во время Первой мировой войны Теобальд служил артиллерийским офицером на линкоре «Нью-Йорк», флагмане 9-й дивизии линкоров, которая в 1917—1918 годах действовала вместе с британским Гранд-флитом. В сентябре 1918 года он был произведён в коммандеры.
В 1919—1921 годах Роберт Теобальд служил в высших военно-морских учебных заведениях, в 1922—1924 — в Командовании эсминцев Азиатского флота, в 1924—1927 — опять в высших военно-морских учебных заведениях. Затем, прослужив два года на линкоре «Вест Виргиния», он отправился в Высший военно-морской колледж для повышения квалификации.
В 1930 году Роберт Теобальд стал секретарём отдела военного планирования Военно-морского министерства, был членом Объединённого комитета планирования армии и флота. В феврале 1932 года он был произведён в капитаны 1-го ранга и до 1934 года служил начальником штаба в Командовании эсминцев Тихоокеанского флота. 1934—1937 годы он провёл в Высшем военно-морском колледже.
В 1937 году Роберт Теобальд был назначен командиром линкора «Невада», а с 1939 года служил начальником штаба у адмирала Блоча, командовавшего флотом США. В начале 1940 года Теобальд вошёл в состав Генерального совета ВМФ, а в июне был произведён в контр-адмиралы, будучи командиром 3-й дивизии крейсеров, а затем — 1-го флота эсминцев Тихоокеанского флота.
Утром 7 декабря 1941 года, перед японским нападением, 20 кораблей 1-го флота эсминцев были пришвартованы в бухте Пёрл-Харбора. Когда началась японская атака, Роберт Теобальд, находясь на своём временном флагмане — плавбазе эсминцев «Доббин» — отдал приказ об открытии зенитного огня, и отправил 2-ю дивизию эсминцев из бухты для организации океанского патруля.
С декабря 1941 по май 1942 Роберт Теобальд служил командиром эсминцев Тихоокеанского флота, а затем был назначен командующим Северотихоокеанскими силами («Оперативное соединение 8») для участия в Алеутской операции. После временных успехов японцев Теобальд был заменён контр-адмиралом Кинкейдом.
В январе 1943 года Роберт Теобальд был назначен комендантом 1-го военно-морского района и Бостонской военно-морской верфи. В 1945 году он вышел в отставку.
Роберт Теобальд стал известен в 1954 году после выхода в свет книги «The Final Secret of Pearl Harbor: The Washington Background of the Pearl Harbor Attack», в которой он обвинял администрацию Рузвельта в сокрытии разведывательной информации о готовящемся японском нападении на Пёрл-Харбор ради втягивания США в войну.